# 单分子消除反应
单分子消除反应（E1反应，E代表Elimination，而1代表反應速率只受其中一個化合物濃度的影響），“消除反应”）是消除反应的一种机理。由于反应的速率控制步骤只与一个底物分子有关，是单分子过程，在反应动力学上是一级反应，故称为“单分子消除反应”。

## 歷史
克里斯托夫·英果爾德(Christopher Kelk Ingold)與羅伯特·魯賓遜(Robert Robinson)展開了一連串有機化學的研究，提出了許多現代有機化學裡的觀念，像是親核性、親電性、SN1反應、SN2反應、E1反應、E2反應等等都是在他們研究後先後提出來的嶄新概念，這些概念的提出對揭示有機反應內在機理從而實現控制有機反應起到了巨大的促進作用，而E1反應，就是他們提出來解釋消除反應的其中一項反應機構。

## 反應機構
第一步是底物分子的离去基团离去，生成中间体碳正离子，这一步较慢；第二步是溶剂分子夺取碳正离子β-氢，生成烯烃。由于反应的速率控制步骤只与一个底物分子有关，是单分子过程，在反应动力学上是一级反应。
例子：
當鹵烷類以亲核性碱處理時，E1與SN1反應是一起競爭的。因為最好的E1反應物也是最好的SN1反應物，因此脫去及取代的產物兩者常會混在產物中，例如2-氯-2-甲基丙烷在65°C，80%的乙醇中會產生64:36比例的2-甲基-2-丙醇(SN1)和2-甲基丙烯(E1)的混合物。

## 特性
由于中间体碳正离子会发生重排，故E1反应会得到重排产物。E1反应的区域选择性与E2反应相同，反应物有两种不同的β-氢时，反应遵循查依采夫规则，主要生成稳定的烯烃。产物烯烃有顺反异构时，以E型烯烃为主。
单分子消除反应与双分子消除反应和单分子亲核取代反应为竞争反应。当卤代烃在碱作用下消除时，由于C-X键远不如C-H键容易断裂，因而消除反应一般都采取E2机理。只有三级卤代烃在极性溶剂中溶剂解或醇失水时，反应才为E1机理。与SN1机理相对比，E1反应和SN1反应第一步都为卤代烃的异裂，故离去基团的离去难易程度并不影响这两种机理的竞争，只有第二步中亲核试剂与碳正离子的结合方式决定了这两种机理的比例。试剂亲核性越强，空间位阻越小，对SN1机理越有利。因此在极性溶剂和无强碱存在时，取代产物是主要产物。